# Esplanade (métro de Singapour)
Esplanade est une station de métro à Singapour. 